# فدکس گراند
فدکس گراند (انگلیسی: FedEx Ground) شرکت ترابری آمریکایی است، که در سال ۱۹۸۵ توسط شرکت فدکس تأسیس شد.